# Ravne na Koroškem
Ravne na Koroškem (jusqu'en 1952 : Guštanj ; en allemand : Gutenstein) est une commune (občina) dans le nord de la Slovénie. Située près de la frontière autrichienne, elle fait partie de la région historique de Carinthie.

## Géographie
La commune est située au pied sud des Karavanke, dans la vallée de la rivière Meža juste avant son débouché dans la Drave à Dravograd. À l'ouest, le massif de la Petzen (Peca) forme la frontière avec l'Autriche.

### Villages
Les 16 localités qui composent la commune sont Brdinje, Dobja vas, Dobrije, Koroški Selovec, Kotlje, Navrški Vrh, Podgora, Podkraj, Preški Vrh, Ravne na Koroškem, Sele, Stražišče, Strojna, Tolsti Vrh, Uršlja Gora et Zelen Breg.

## Histoire
À l'époque romaine déjà, une voie en passant par Virunum au nord continuait vers la vallée de la Meža en direction de Celeia (Celje). Au Moyen Âge central, vers l'an 1007, le roi Henri II fit don de ces domaines carinthiens à son chancelier Eberhard de Bamberg. Sous le règne des évêques de Bamberg, la vallée fut nettoyée et colonisée par des paysans allemands. Le village de Gutenstain fut mentionné pour la première fois dans un acte de 1248 ; en 1317, il obtint le droit de tenir marché.

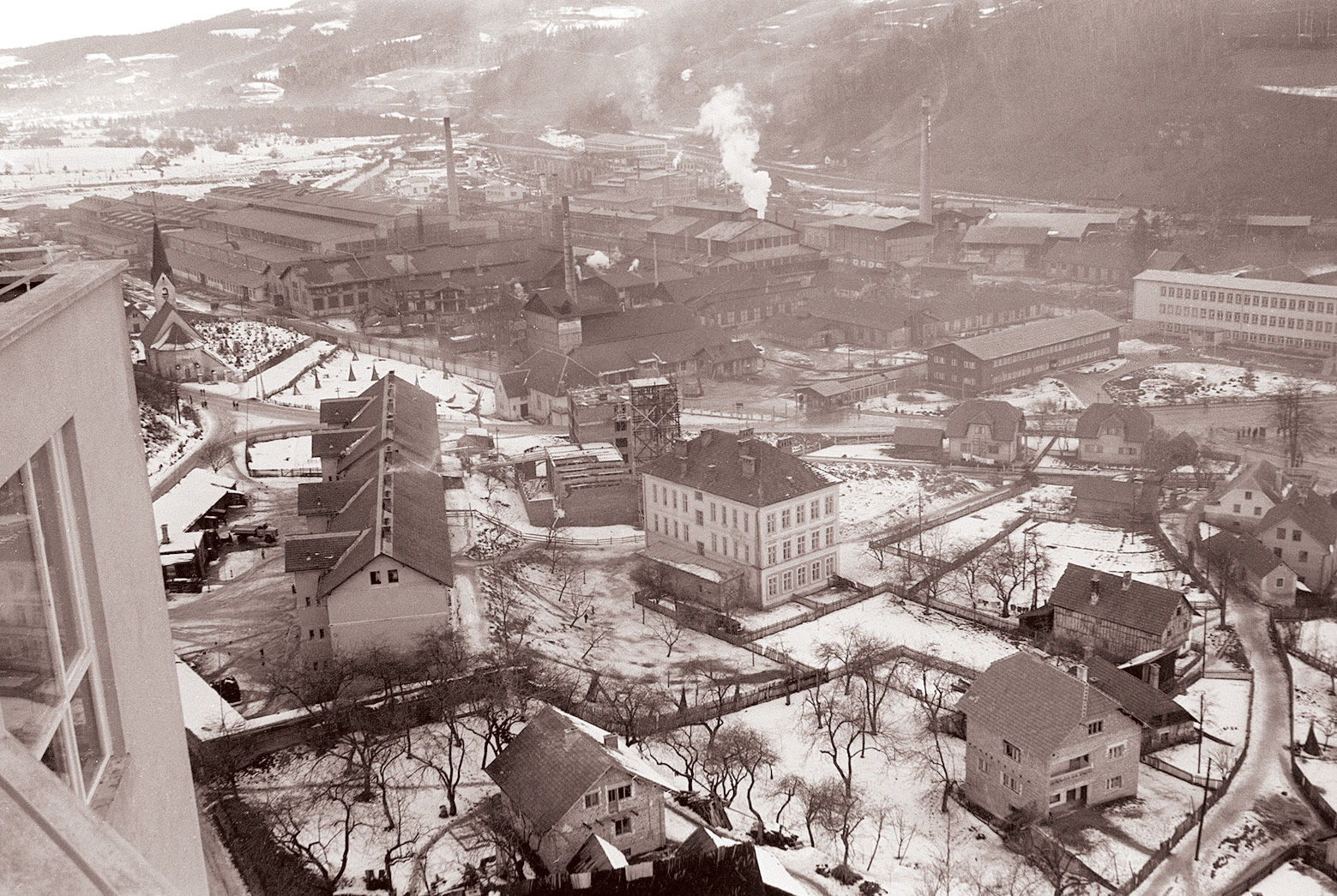
L'usine sidérurgique de Ravne en 1960.

Au XIXe siècle, Ravne et les communes limitrophes de Prevalje et de Črna ont été des centres miniers importants et des sites de l'industrie lourde. Après la fin de la Première Guerre mondiale, le sud-est de Carinthie, ancienne terre de la couronne austro-hongroise, est attribué au nouveau royaume des Serbes, Croates et Slovènes par le traité de Saint-Germain. En 1952, la commune de Guštanj est élevé au rang de ville et renommé Ravne suivant les instructions du gouvernement de Yougoslavie en 1952.

## Démographie
Entre 1999 et 2021, la population de la commune de Ravne na Koroškem a légèrement décru pour se rapprocher de 11 000 habitants,.
Évolution démographique
| 1999   | 2000   | 2001   | 2002   | 2003   | 2004   | 2005   | 2006   | 2007   |
| ------ | ------ | ------ | ------ | ------ | ------ | ------ | ------ | ------ |
| 12 460 | 12 449 | 12 415 | 12 365 | 12 328 | 12 319 | 12 268 | 12 158 | 12 132 |
| 2008   | 2009   | 2010   | 2011   | 2012   | 2013   | 2014   | 2015   | 2016   |
| 12 141 | 11 722 | 11 709 | 11 621 | 11 507 | 11 464 | 11 340 | 11 343 | 11 342 |
| 2017   | 2018   | 2019   | 2020   | 2021   |        |        |        |        |
| 11 302 | 11 253 | 11 294 | 11 348 | 11 289 |        |        |        |        |